# نووا ویش لنبورسکا
نووا ویش لنبورسکا (به لاتین: Nowa Wieś Lęborska) یک روستا در لهستان است که در گمینا نووا ویش لنبورسکا واقع شده‌است. نووا ویش لنبورسکا ۲٬۱۸۸ نفر جمعیت دارد.